# ادوارد فروویات
ادوارد فروویات (آلمانی: Eduard Frühwirth; ۱۷ نوامبر ۱۹۰۸ – ۲۷ فوریهٔ ۱۹۷۳) بازیکن و مربی فوتبال اهل اتریش بود.
از باشگاه‌هایی که در آن بازی کرده است می‌توان به باشگاه فوتبال راپید وین و باشگاه ورزشی وینر اشاره کرد.